# ليسبرغ (فلوريدا)
ليسبرغ (بالإنجليزية: Leesburg)‏ هي مدينة أمريكية تقع في ولاية فلوريدا. تبلغ مساحة هذه المدينة 63.3 (كم²)،ويبلغ عدد سكانها 19086 نسمة حسب إحصاء سنة 2010 م 19086.تشير إحصاءات سنة 2000م بأن الكثافة السكانية في هذه المدينة تقدر بـ(252.1) نسمة/كم2 

## أعلام
- غريغ جونسون
- جورج د. غروندي جونيور
- ثيو كروكر
- تشارلز هوارد كوران
- راندي براون
- ريد روبنز
- جاك كراوتش
- جوناثان هاي
- جانبوت سميث
- فرانك باريت